# Gérard Noiriel
Gérard Noiriel (Nancy, 11 de juliol de 1950) és un historiador francès, pioner en l'estudi de la història de la immigració a França. També està especialitzat en la història de la classe obrera, altres temes interdisciplinaris com la relació entre les ciències socials i les pràctiques culturals, i qüestions epistemològiques de la història. Com a tal, va participar activament en el desenvolupament de la disciplina sobre estudis soci-històrics universitaris a França. És director d'estudis en la École des hautes études en sciences socials (EHESS) i cofundador de la revista Genèses.
Estudiant a la facultat de Lletres de la Universitat de Nancy, va descobrir l'activisme polític a través de sindicats estudiantils presents al campus a partir del maig de 1968 com la Union nationale des étudiants de France i la Union des étudiants communistes, on va militar. El seu activisme estretament lligat al marxisme li va permetre descobrir branques de les ciències humanes i socials, com la psicoanàlisi, l'antropologia i la lingüística.
Ja llicenciat, va exercir com a docent a la Universitat de Longwy durant els conflictes socials de finals dels 70 del segle XX arran de la crisi en la siderúrgia a la zona; membre d'un partit comunista local, va participar activament en un programa sobre la història, a la ràdio comunitària de la Confédération générale du travail (CGT), Lorraine cœur d'acier.
El 1980 va abandonar el Partit Comunista Francès (PCF) després de publicar al costat del sindicalista de la GCT, Benaceur Azzawi, Vivre et lutter à Longwy; aquest allunyament li va comportar, en part, un interès per les obres de Pierre Bourdieu i Michel Foucault.
Va participar com a historiador a documentals històrics de France Régions 3 els anys 90, dedicats a la contribució dels immigrants a la història de França. Va ser membre del consell científic Cité nationale de l'histoire de l'immigration abans de dimitir el maig de 2007 en protesta per la creació del Ministère de l'Immigration, de l'Intégration, de l'Identité nationale et du Développement solidaire per part del govern de Nicolas Sarkozy.
És membre associat de l'Institut d'Estudis Avançats de Princeton de Princeton i forma part de diversos comitès acadèmics d'experts en història moderna i contemporània a la Universitat de Valenciennes a Famars, a la Universitat Denis Diderot i a la Universitat Lille III.

## Obra
Entre els seus articles, estudis o publicacions, poden citar-se:
- Vivre et lutter à Longwy, col. « Débats Communistes », 1980.
- Longwy, Immigrés et prolétaires (1880-1980), col. « Pratiques Théoriques », 1984.
- Les Ouvriers dans la société française , col. « Points », 1986.
- Le Creuset français. Histoire de l'immigration, col. « L'Univers Historique », 1988.
- La Tyrannie du national. Le droit d'asile en Europe (1793-1993), 1991.
- Population, immigration et identité nationale en France , col. « Carré-Histoire » 1992.
- Immigrants in Two Democracies. French and American Experience, 1992.
- Sur la « crise de l'histoire », Paris, Belin, coll. « Socio-Histoires », 1996.
- Construction des nationalités et immigration dans la France contemporaine, 1997
- Qu'est-ce que l'histoire contemporaine ?, col. « Carré-Histoire », 1998.
- Les Origines républicaines de Vichy, 1999.
- État, nation et immigration. Vers une histoire du pouvoir, col. « Socio-Histoires », 2001
- Atlas de l'immigration en France, 2002.
- Penser avec, penser contre. Itinéraire d'un historien, col. « Socio-Histoires », 2003.
- Gens d'ici venus d'ailleurs. La France de l'immigration de 1900 à nos jours, 2004.
- Les Fils maudits de la République. L'avenir des intellectuels en France, col. « Histoire de la pensée », 2005.
- Introduction à la socio-histoire, 2006.
- Immigration, antisémitisme et racisme en France: Discours publics, humiliations privées, 2007.
- À quoi sert l'identité nationale, 2007.
- L'identification. Genèse d'un travail d'État, 2007.
- Histoire, théâtre et politique, col. « Contre-feux », 2009.
- Le massacre des Italiens - Aigues-Mortes, 17 août 1893, 2010.
- Chocolat clown nègre. L'histoire oubliée du premier artiste noir de la scène française, 2012.